# Бунячино
Буня́чино (укр. Бунячине; до 2025 года — Бунякино) — село,
Бунякинский сельский совет,
Конотопский район,
Сумская область,
Украина.
Код КОАТУУ — 5923881001. Население по переписи 2001 года составляло 587 человек.
Является административным центром Бунякинского сельского совета, в который, кроме того, входят сёла
Бруски,
Бывалино и
Горки.

## Географическое положение
Село Бунякино находится в 5-и км от правого берега реки Сейм.
На расстоянии в 1,5 км расположено село Свобода.
К селу примыкают лесные массивы (осина, дуб).
Вокруг села много ирригационных каналов.
Около села большое озеро Седр.
Рядом проходит железная дорога, станция Шечково в 4-х км.

## История
- Вблизи села Бунякино обнаружено поселение времени неолита и бронзы, два древнерусских городища и курганный могильник.
- Село Бунякино основано в первой половине XVII века. Переписная книга 1646 года упоминает деревню, «что была пустош Бунякина на озере на Сядре»[4].
- В 1939 году к селу Бунякино была присоединена соседняя деревня Марьяновка.

## Население
| Год  | 1989 | 1992 | 2001 |
| ---- | ---- | ---- | ---- |
| Чел. | 748  | 709  | 587  |

## Экономика
- Молочно-товарная ферма.
- «Обрий», ООО.
- «Лан», ЧП.
- «Лесное», фермерское хозяйство.
- Лесничество.